# ADOX
ADOX steht für ActiveX Data Objects Extension. Es ist eine Erweiterung für ADO und enthält DCOM-Schnittstellen zum Untersuchen und Ändern von Datenbanken und anderen tabellenartigen Datenquellen.
Die Erstellung von Benutzern und Benutzergruppen über die Schnittstellen wurde von Microsoft vorgesehen, aber bisher noch nicht realisiert.
Die wichtigsten Schnittstellen sind:
- Catalog – stellt die Verbindung zur Connection-Schnittstelle her
- Tables – Auflistung aller Tabellen einer Datenbank
- Table – bildet die Eigenschaften einer Tabelle ab
- Columns – Auflistung aller Spalten einer Tabelle
- Column
- Views
- View
- Indexes
- Index
- Keys
- Key

Diese Schnittstellen bilden eine Objekthierarchie mit der Catalog-Schnittstelle an der Spitze.